# Puck (Theaterpreis)
Der Puck ist ein Theaterpreis, der, seit 1999, alljährlich von der Theatergemeinde Köln im Rahmen der Verleihung der von der SK Stiftung Kultur ausgelobten Kölner Tanz- und Theaterpreise an die beste Nachwuchsschauspielerin oder den besten Nachwuchsschauspieler für herausragende Leistungen an Kölner Bühnen, vergeben wird. Das Preisgeld in Höhe von 2500 Euro wird gestiftet von der RheinEnergie AG, die Jury wird vom Beirat Sprechtheater und Literatur der Theatergemeinde Köln gestellt. Die Mitglieder der Jury schauen sich während der gesamten Spielzeit Produktionen mit jungen Darstellern an und bewerten deren Präsenz, Bühnensprache, Mimik, Gestik, Körperbeherrschung und Rolleninterpretation.

## Preisträger
| Jahr | Preisträger            | Nominierungen                                |
| ---- | ---------------------- | -------------------------------------------- |
| 2021 | Kirsten Engelmann      | Josa Leonard Butschkau Diana Natalia Seyerle |
| 2020 | Kaja Hansen            | Lena Klöber Luis Volkner                     |
| 2019 | Fee Zweipfennig        | Markus J. Bachmann Sharon Edelstein          |
| 2018 | Liliom Lewald          | Raphaela Kiczka Felix Witzlau                |
| 2017 | Asim Odobašic          | Nina Alena Ruhz Thekla Viloo Fliesberg       |
| 2016 | Moritz Heidelbach      | Nina Karimy Denis Merzbach                   |
| 2015 | Pia-Leokadia Bucindika | Christoph Bertram Mona Mucke                 |
| 2014 | Lucia Schulz           | Franziska Ferrari Emil Schwarz               |
| 2013 | Alena Kolbach          | Pinar Özden Josephine Gey                    |
| 2012 | Aischa-Lina Löbbert    | Jean Paul Baeck Thorben Bartholomay          |
| 2011 | Mateusz Dopieralski    | Amely Draeger                                |
| 2010 | Robert Oschatz         | Julia Kelz Acerina Zambrano                  |
| 2009 | Nagmeh Alaei           |                                              |
| 2008 | Daniel Mutlu           | Caroline Frier                               |
| 2007 | Kathrin Schmieg        |                                              |
| 2006 | Ivana Langmajer        |                                              |
| 2005 | Sandra Kouba           |                                              |
| 2004 | Evelyn Tzortzakis      |                                              |
| 2003 | Anja Carolin Pohl      |                                              |
| 2002 | Nicoline Schubert      |                                              |
| 2001 | Johanna Bönninghaus    |                                              |
| 2000 | Mirco Reseg            | Dagmar Operskalski                           |
| 1999 | Annette Frier          |                                              |